# Aukštaitis (1981)
Aukštaitis, poprzednio MPK-108 – radziecka, następnie litewska korweta zwalczania okrętów podwodnych projektu 1124 (typu Albatros, oznaczenie NATO Grisha III), z przełomu XX i XXI wieku. Do służby we Flocie Bałtyckiej Marynarki ZSRR weszła w 1981 roku pod oznaczeniem MPK-108 (МПК-108). Od 1993 roku okręt służył w Litewskiej Marynarce Wojennej pod nazwą „Aukštaitis”, z numerem burtowym F 12. Został wycofany ze służby w 2009 roku.

## Budowa
Okręt został zbudowany jako MPK-108 dla Marynarki Wojennej ZSRR. Należał do długiej serii radzieckich korwet, klasyfikowanych oryginalnie jako małe okręty przeciwpodwodne (MPK) projektu 1124 (typu Albatros, w kodzie NATO: Grisha). MPK-108 zbudowany był jako okręt późnej serii podstawowego projektu 1124, natomiast w publikacjach zachodnich określany jest jako typ Grisha III i mylnie uważany za projekt 1124M.
Stępkę pod budowę MPK-108 położono 14 maja 1979 roku w stoczni w Zielenodolsku, pod numerem budowy 722. Okręt został wciągnięty na listę floty 18 września 1980 roku. Wodowanie nastąpiło 6 lutego 1981 roku, po czym wiosną okręt przeszedł drogami śródlądowymi do Leningradu w celu przeprowadzenia prób odbiorczych. Został przejęty przez marynarkę 25 września 1981 roku.

## Opis
Wyporność standardowa okrętów proj. 1124 wynosiła 830 ton, a pełna 990 ton (spotykane też są inne dane). Długość wynosiła 71,1 m, szerokość 10,15 m, a zanurzenie średnie 3,52 m. W zakresie załogi istnieją znaczne rozbieżności w publikacjach (48 w tym 5 oficerów, 70, lub 83 w tym 9 oficerów)
Główne uzbrojenie artyleryjskie stanowiły dwie automatyczne armaty uniwersalne kalibru 57 mm w dwudziałowej wieży systemu AK-725 na rufie. Okręt należał do późnej serii projektu 1124, uzbrojonej dodatkowo w zestaw artyleryjski obrony bezpośredniej AK-630M w postaci sześciolufowego działka rotacyjnego kalibru 30 mm na nadbudówce rufowej. Ogniem artylerii kierował radar artyleryjski MR-123 Wympieł. Uzbrojenie rakietowe stanowiła dwuprowadnicowa chowana wyrzutnia ZIF-122 rakiet przeciwlotniczych bliskiego zasięgu systemu Osa-M, z zapasem 20 pocisków 9M-33. Do naprowadzenia pocisków służył radar 4R-33.
Do zwalczania okrętów podwodnych, będącego głównym przeznaczeniem okrętów, służyły cztery wyrzutnie torped kalibru 533 mm w dwóch podwójnych aparatach DTA-53-1124, z czterema torpedami 53-65K lub SET-65. Drugim elementem uzbrojenia zop były dwie dwunastoprowadnicowe wyrzutnie RBU-6000 z zapasem 96 rakietowych bomb głębinowych RGB-60, umieszczone na dziobie na dolnym piętrze nadbudówki. Uzupełniały je dwie zrzutnie dla klasycznych 12 bomb głębinowych BB-1 lub BPS na rufie. Zamiast bomb okręt mógł zabrać 18 min morskich. W 1996 roku zdemontowano wyrzutnie torped.
Wyposażenie radiolokacyjne, oprócz systemów kierowania ogniem, stanowiła stacja radiolokacyjna dozoru ogólnego MR-302 Rubka. Ponadto okręt miał radar nawigacyjny Don-2. Do wykrywania okrętów podwodnych służyła stacja hydrolokacyjna MG-322 Argun′z anteną podkilową i MG-339 Szelon′ z anteną opuszczaną. Okręt miał też wyposażenie walki radioelektronicznej w postaci stacji rozpoznawczej Bizan′-4B i dwóch szesnastoprowadnicowych wyrzutni celów pozornych PK-16.
Siłownia okrętowa w układzie CODAG składała się z dwóch marszowych silników wysokoprężnych M-507A1 o mocy łącznej 20 000 KM oraz turbiny gazowej mocy szczytowej DJe-59 o mocy 18 000 KM,, napędzających trzy śruby o stałym skoku. Napęd pozwalał na osiągnięcie prędkości maksymalnej 35 węzłów oraz zasięgu 2700 mil morskich przy prędkości ekonomicznej 14 w. Źródła zachodnie z końca lat 90. podawały prędkość maksymalną 30 węzłów. 

## Służba
Okręt został wcielony do służby we Flocie Bałtyckiej ZSRR 9 lutego 1982 roku pod oznaczeniem MPK-108.
Po rozwiązaniu ZSRR okręt został przejęty przez marynarkę Rosji, formalnie podnosząc banderę rosyjską 26 lipca 1992 roku. W drodze porozumienia został jednak następnie 16 listopada 1992 roku wyłączony ze składu Floty Bałtyckiej i przekazany Litwie. Formalnie został skreślony z listy floty rosyjskiej 28 kwietnia 1993 roku i załogę rozformowano 1 czerwca 1993 roku.
Okręt został wcielony do Litewskiej Marynarki Wojennej 28 kwietnia 1993 roku. Otrzymał nazwę „Aukštaitis” (Auksztota – mieszkaniec Auksztoty), z numerem burtowym F 12. Wraz z bliźniaczym „Žemaitis”, były one jedynymi okrętami litewskimi o większej wartości bojowej. Z uwagi na trudności w dostarczaniu części zamiennych z Rosji, przynajmniej na początku służby w 1994 roku okręt pływał z niesprawną turbiną gazową. W 1996 roku zdemontowano natomiast wyrzutnie torped. Okręt w czerwcu 1994 roku reprezentował po raz pierwszy marynarkę litewską w manewrach BALTOPS organizowanych przez państwa NATO na Bałtyku. Brał następnie udział w licznych dalszych ćwiczeniach międzynarodowych, w tym w manewrach BALTOPS w latach: 1996, 1998, 1999, 2001, 2003 (zestawienie może nie być pełne). Został wycofany ze służby w 2009 roku. Nazwę przejął w 2010 roku zakupiony od Danii patrolowiec „Aukštaitis”.